# Брезова Ребер при Двору
Брезова Ребер при Двору (на словенски: Brezova Reber pri Dvoru) е село в Словения, регион Югоизточна Словения, община Жужемберк. Според Националната статистическа служба на Република Словения през 2015 г. селото има 48 жители.